# الخصيفا (العدين)

تعديل مصدري - تعديل

الخصيفا هي إحدى قرى عزلة قصل بمديرية العدين التابعة لمحافظة إب، بلغ تعداد سكانها 438 نسمة حسب تعداد اليمن لعام 2004.